# ILDIS
Das Instituto Latinoamericano de Investigaciones Sociales ist ein sozialwissenschaftliches Institut in Quito, Ecuador, das 1974 als Regionalbüro der Friedrich-Ebert-Stiftung gegründet wurde. Seine Bedeutung als Zentrum für Diskussionen, Analysen und Wissenschaft geht über die Landesgrenzen hinaus.
Zu seinen Aufgaben gehören sozialwissenschaftliche Forschung, politische Bildung, aktive Beteiligung an politischen Prozessen und Kooperationen mit Gewerkschaften und Gruppierungen der ecuadorianischen Linken.
Das ILDIS veranstaltet regelmäßig wissenschaftliche Vorträge und Tagungen und gibt die politikwissenschaftlich orientierte Zeitschrift La Tendencia sowie eine Reihe von sozialwissenschaftlichen Publikationen heraus. Bedeutende ecuadorianische Wissenschaftler wie Alberto Acosta, Pablo Dávalos, Juan Paz y Miño und Raúl Borja veröffentlichen und diskutieren in diesem Kontext. 

## Einige Publikationen
- Análisis Nueva Constitución (2008)
- Desafío Constitucional (2008)
- Patricio Carpio Benalcázar (Hrsg.): Retos del desarrollo local (2006)
- Alberto Acosta, Fander Falconí (Hrsg.): Asedios a lo Imposible, Políticas económicas en construcción (2005)